# Larry Mize
Lawrence Hogan Mize (* 23. September 1958) ist ein US-amerikanischer Profigolfer, der auf der PGA Tour spielte und derzeit auf der Champions Tour spielt. Er erlangte Weltruhm, als er im Jahr 1987 das Masters Turnier in Augusta in einem Playoff gegen Severiano Ballesteros und Greg Norman gewann, der sich seines Sieges sicher war. Nachdem Ballesteros bereits an Loch 10 ausgeschieden war, traf Norman das Grün am Loch Nummer 11 sicher und hatte einen 8 Meter Putt zum Birdie. Mize hingegen drückte seinen Ball etwa 40 Meter nach rechts und lochte hierauf seinen Ball direkt ein, worauf Norman verfehlte. Er ist auch der einzige Gewinner dieses Turniers, der aus Augusta stammt.

## Karriere
Mize wurde in Augusta, Georgia, geboren und arbeitete als Teenager beim Masters-Turnier an der Anzeigetafel am 3. Loch. Er besuchte die Georgia Tech.
Im Jahr 1980 entschied er sich Golfprofi zu werden. Von 1982 bis 2001 gelang es ihm 20 Jahre lang unter den Top 125 der Geldliste zu stehen (die Höhe, die erforderlich ist, um die Tour-Mitgliedschaft zu behalten). Sein erster PGA Tour-Sieg war 1983 das Danny Thomas Memphis Classic. 1986, bei den Kemper Open, verlor Mize ein Sechs-Loch-Playoff gegen Greg Norman, um dann 1987 bei den Masters zu siegen. Mize gewann noch zweimal auf der PGA Tour, 1993 bei Turnieren in Tucson, Arizona, bei den Northern Telecom Open und ebenfalls 1993 bei den Buick Open in Flint, Michigan. Mize gewann außerdem vier internationale Events und spielte für die US-amerikanischen Teams beim Ryder Cup 1987 und beim Dunhill Cup 2000. Viele Jahre lang sponserten Mize und Coca-Cola ein erfolgreiches Benefiz-Golfturnier zugunsten von Mukoviszidose im Atlanta Athletic Club.